# Andrés Torres (productor)
Andrés Torres (Bogotá, 1987) es un productor y músico discográfico colombiano, conocido por producir la canción "Despacito" de 2017 del cantante puertorriqueño Luis Fonsi con el rapero puertorriqueño Daddy Yankee.

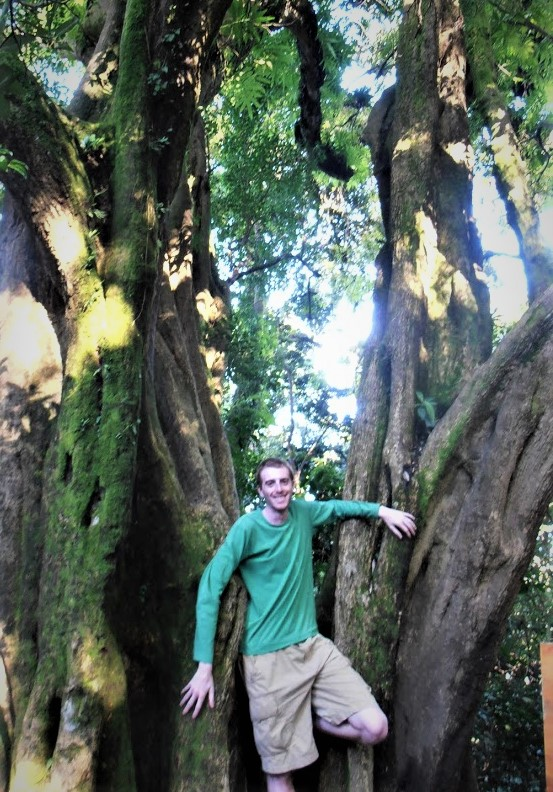
Andrés Torres

## Trayectoria
Torres hizo su debut profesional en 2012 como ingeniero asistente después de tocar la batería en cuatro bandas durante su adolescencia. Poco después de eso, ganó una beca para bateristas en el Instituto de Músicos de Los Ángeles y produjo su primer álbum gracias al productor colombiano Andrés Saavedra. A través de Saavedra, Torres conoció al productor e ingeniero argentino Sebastian Krys, ganador de cinco premios Grammy, quien se convirtió en su mentor y lo ayudó a trabajar con el cantante español David Bisbal y el cantante argentino Noel Schajris.